# 紀元前487年
紀元前487年（きげんぜん487ねん）は、ローマ暦の年である。
当時は、「シキニウスとアクィッリウスが共和政ローマ執政官に就任した年」として知られていた（もしくは、それほど使われてはいないが、ローマ建国紀元267年）。紀年法として西暦（キリスト紀元）がヨーロッパで広く普及した中世時代初期以降、この年は紀元前487年と表記されるのが一般的となった。

## 他の紀年法
- 干支 : 甲寅
- 日本
  - 皇紀174年
  - 懿徳天皇24年
- 中国
  - 周 - 敬王33年
  - 魯 - 哀公8年
  - 斉 - 悼公2年
  - 晋 - 定公25年
  - 秦 - 悼公4年
  - 楚 - 恵王2年
  - 宋 - 景公30年
  - 衛 - 出公6年
  - 陳 - 湣公15年
  - 蔡 - 成侯4年
  - 曹 - 伯陽15年
  - 鄭 - 声公14年
  - 燕 - 孝公6年
  - 呉 - 夫差9年
- 朝鮮
  - 檀紀1847年
- ベトナム :
- 仏滅紀元 : 58年
- ユダヤ暦 : 3274年 - 3275年

## できごと

### ギリシア
- アイギナ島とアテナイの間で戦争が勃発した。アイギナ島は、早期にペルシアに服従したことで、アテナイの恨みを買った。スパルタ王レオテュキデスは、停戦を結ばせようと努力したが、失敗した。
- アテナイの全ての市民の中から抽選でアルコンが選ばれ、急進的なアテネ民主制への重要な一歩となった。9人のアルコンと1人の書記官のうち、3人のアルコンは、それぞれバシレウス、ポレマリク、エポニマスという特別な役割を担った。

### 中国
- 宋が曹を滅ぼし、曹伯陽を自国に連行した。
- 呉が魯を攻撃した。
- 斉の鮑牧が魯を攻撃し、讙と闡を占領した。
- 斉と魯の講和が成り、斉は讙と闡を魯に返還した。

## 誕生
- ゴルギアス - ギリシアの哲学者（紀元前376年没）